# Artem Pustovyi
Artem Pustovyi (nacido el 25 de junio de 1992 en Sofiivka, Ucrania) es un baloncestista ucraniano que juega actualmente juega en el Morabanc Andorra de la Liga Endesa. Con 2.18 metros de estatura, juega en el puesto de pívot.

## Carrera deportiva
Jugó durante 6 años en el Khimik-OPZ Yuzhny, disputando competiciones europeas como la Eurocup en la temporada 2013/2014 o la Eurochallenge en la campaña 2011/2012 y en la 2012/2013.
En 2015 fichó por el Obradoiro, donde estuvo tres temporadas en los que jugó 94 partidos con unos promedios de 8,4 puntos, 4,1 rebotes y 9,3 de valoración en 20 minutos de media.
En julio de 2018 se convierte en nuevo jugador del Fútbol Club Barcelona para las próximas tres temporadas.
Tras finalizar su contrato con el club azulgrana, ficha en julio de 2021 por el Herbalife Gran Canaria por una temporada con el que promedia 9,2 puntos, 3,8 rebotes y 9,9 de valoración por partido.
El 17 de julio de 2022, firma por el UCAM Murcia CB de la Liga ACB.
El 18 de julio de 2023, firma por el Obradoiro de la Liga ACB.
El 9 de julio de 2024, se confirma su fichaje por el Joventut de la Liga ACB.
El 26 de julio de 2025, fichó por el Morabanc Andorra de la liga ACB. 

### Selección nacional
Fue internacional por Ucrania sub-18, sub-20 y absoluto tras disputar el Mundial de España 2014 y proclamarse campeón de la liga de su país, con un promedio de 10,5 puntos, 4,8 rebotes y 1,7 tapones en dieciocho minutos de juego. 
Disputó el Eurobasket 2013 y el Eurobasket 2015.
En el EuroBasket 2017 promedió 15 puntos y 6.5 rebotes por partido.
En septiembre de 2022 disputó con el combinado absoluto ucraniano el EuroBasket 2022, finalizando en decimosegunda posición.

## Palmarés

### FC Barcelona
- Liga ACB (1): 2021
- Copa del Rey (2): 2019 y 2021